# Pidonia orophila
Pidonia orophila là một loài bọ cánh cứng trong họ Cerambycidae.